# Friedrich-Ebert-Straße 8

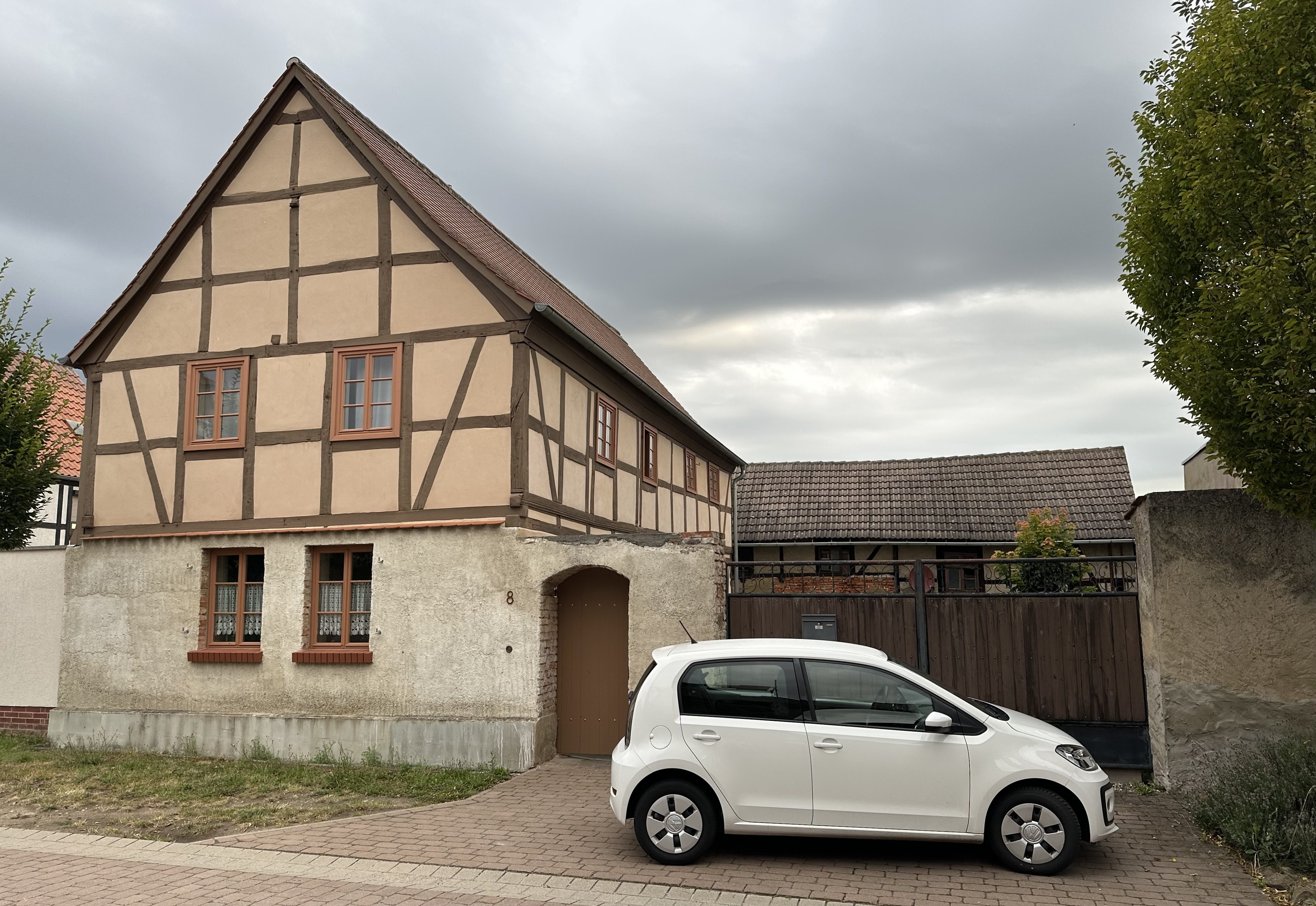
Bauernhof Friedrich-Ebert-Straße 8, Blick von Süden, 2025

Friedrich-Ebert-Straße 8 ist ein denkmalgeschützter Bauernhof in der Gemeinde Hohe Börde in Sachsen-Anhalt.

## Lage
Der Bauernhof befindet sich im Ortsteil Niederndodeleben im Zentrum des Orts, auf der Nordseite der Friedrich-Ebert-Straße.

## Architektur und Geschichte
Die Bebauung des Bauernhofs entstand im 18. Jahrhundert. Das zweigeschossige Wohnhaus ist in Fachwerkbauweise erbaut und giebelständig zur Straße ausgerichtet. Bedeckt ist der Bau mit einem Satteldach. Die traufseitigen Fenster des ersten Obergeschosses präsentieren sich in ursprünglicher Form (Stand 2001). Das Gebäude ist auch im Übrigen weitgehend unverändert erhalten. Zum Bauernhof gehören darüber hinaus Nebengebäude und eine seitlich des Wohnhauses angeordnete Hofpforte.
Im Denkmalverzeichnis des Landes Sachsen-Anhalt ist der Bauernhof unter der Erfassungsnummer 094 75597 als Baudenkmal eingetragen.
Der Hof gilt als bauliches Zeugnis eines für die Region typischen Gehöfts der Bauzeit.